# Sandro Ricci
Sandro Meira Ricci, född 19 november 1974 i Poços de Caldas, Minas Gerais, är en brasiliansk fotbollsdomare. Ricci blev internationell Fifa-domare 2011.